# Lilavati Häger
Lilavati Häger, född Dehvi den 3 augusti 1925 i London, död den 12 juni 2002 i Kungsholms församling i Stockholm, var svensk dansare, bördig från Indien. Hon uppträdde ofta under förnamnet Lilavati. 
Hon var från 1954 gift med Bengt Häger och mor till musikern Richard Häger. Makarna Häger är begravda på Solna kyrkogård.

## Priser och utmärkelser
- 2001 – Litteris et Artibus

## Filmografi roller
- 1955 – Älskling på vågen
- 1956 – 7 vackra flickor